# Karl-Heinz Wildmoser
Karl-Heinz Wildmoser senior (ur. 5 maja 1939 w Monachium, zm. 28 lipca 2010 tamże) – niemiecki działacz sportowy, prezydent TSV 1860 Monachium.

## Życiorys
Karl-Heinz Wildmoser pochodził ze skromniej rodziny i posiadał czwórkę rodzeństwa. Ojciec Karl-Heinza, który był szewcem, zmarł, gdy on miał 9 lat. W Rottach-Egern ukończył staż rzeźnika. Grał amatorsko w piłkę nożną, potem zaczął trenował w klubie bokserskim. Wildmoser karierę restauratora rozpoczął w 1961 roku w Ledigenheim München. W 1981 roku podczas Oktoberfest zaprezentował z namiotu kaczkę pieczoną i kurczaka.
Karl-Heinz Wildmoser w okresie 17 maja 1992 - 15 marca 2004 był prezesem klubu piłkarskiego TSV 1860 Monachium. W ciągu dwóch lat awansował z ligi bawarskiej do Bundesligi. W 2001 roku został odznaczony Orderem Zasługi Republiki Federalnej Niemiec. Został wraz ze swoim synem Heinzim (ówczesnym prezem holdingu Allianz Arena) oskarżony o defraudację pieniędzy z konta firmy budowlanej w zamian za ujawnienie szczegółów przetargów. Heinzi Wildmoser został skazany na 4,5 więzienia, a sam Karl-Heinz Wildmoser został uniewinniony.

## Życie prywatne
Karl-Heinz Wildmoser ożenił się w 1961 roku z Thres. Para miała dwójkę dzieci: córkę (ur. 1962) i syna Heinziego (ur. 1964). Wildmoser miał również nieślubnych synów bliźniaków, którzy urodzili się w 1961 roku

## Choroba i śmierć
Karl-Heinz Wildmoser zmarł 28 lipca 2010 roku w klinice w Monachium, gdzie leczył guza mózgu. Według lekarzy bezpośrednią przyczyną śmierci Wildmosera był zator płuc. Został pochowany na cmentarzu w Starnbergu.

## Nagrody i odznaczenia
- 2001: Order Zasługi Republiki Federalnej Niemiec
- 2004: Przedsiębiorca Monachium 2004[8]